# Belgrade (Maine)
Pour les articles homonymes, voir Belgrade (homonymie).
Belgrade est une ville du comté de Kennebec, situé dans le Maine, aux États-Unis. 
Lors du recensement de 2010, sa population s’élevait à 3 189 habitants. La population de Belgrade, cependant, double pendant les mois d’été, en raison des résidences saisonnières sur les rives de Great Pond, Long Pond et du lac Messalonskee, chaîne de lacs connectés. Belgrade fait partie de l'aire métropolitaine d'Augusta.
La ville était une destination estivale annuelle pour les écrivains E.B. White et Ernest Thompson. Les séjours de ce dernier à Great Pond ont inspiré sa pièce de 1979 On Golden Pond, adapté au cinéma et primé aux Oscars en 1981, La Maison du lac.

## Source
- (en) Cet article est partiellement ou en totalité issu de l’article de Wikipédia en anglais intitulé « Belgrade, Maine » (voir la liste des auteurs).